# Lucila Pini
Lucila Batista Pini (30 de outubro de 1930 – 1974) foi uma velocista brasileira.
Ela representou o Brasil Jogos Olímpicos de Londres 1948 competindo nos 200 metros rasos e na primeira equipe olímpica brasileira feminina de revezamento 4x100 metros. A equipe foi eliminada na primeira fase, porém, mesmo assim, quebrou o recorde sul-americano da época.